# Братська могила 68 воїнів (Кривий Ріг)
Братська могила, в якій поховано 68 воїнів, що загинули 22 лютого 1944 р. Перший пам'ятник (обеліск) встановлено в 1949 р. на вулиці Свято-Миколаївській (тодішня Леніна), 45 Центрально-Міського району міста Кривого Рогу. Встановлення скульптури воїна відбулося у 1958 р. Остання реконструкція в 2015 р.

## Передісторія
Поховання 68 воїнів 393-ї та 394-ї стрілецьких дивізій 46-ї армії, що вели бої в центрі Кривого Рогу, відбулося в лютому-березні 1944 р. У 1949 році могила була впорядкована: встановили бетонний обеліск з металевою п'ятипроменевою зіркою зверху та меморіальною дошкою в центрі.
У 1958 році обеліск замінили на скульптуру воїна, що схилив коліна, з автоматом у правій руці і каскою у лівій (обличчям до вулиці Свято-Миколаївської, тодішній Леніна). Скульптура знаходилась на невисокому постаменті, перед яким було встановлено плиту з відомими прізвищами 33 загиблих бійців.
У 60-ті роки ХХ ст. відбувалася газифікація Кривого Рогу. Вічний вогонь на братській могилі запалений у 1965 р.
Повномасштабна реконструкція братської могили відбулася в 1974 р.: керівник — інженер Є. Г. Пестрякова, виробник — трест «Криворіжжтилобуд». Мармурову стелу з прізвищами 33 відомих воїнів замінили на 12 меморіальних плит з білого мармуру з відомим прізвищами 44 воїнів та їх званнями: шість надгробків по обидва боки алеї, на початку якої встановлено скульптуру воїна. Бетонну скульптуру замінили на чавунну та розвернули на 90̊ обличчям до проспекту Карла Маркса (суч. Поштовий), цегляний постамент замінили на гранітний.
Після відкриття меморіалу визволителям у 1968 р. на проспекті Миру склалась традиція запалювати вогонь пам'яті на 10 символічних факелах від полум'я братської могили на вул. Леніна (нині Свято-Миколаївська), 45.

## Сучасний вигляд пам'ятки
У 2015 році відбулася реконструкція пам'ятки у зв'язку з виявленою інформацією щодо 68 похованих воїнів. Була проведена заміна 12 меморіальних плит з білого мармуру з написом імен загиблих воїнів на 14, переміщення та розворот пам'ятника разом з конструкцією «Вічний вогонь», заміна стереобату пам'ятника, перепланування ділянки. У центрі братської могили поставлений обеліск у формі паралелепіпеда зі скошеними кутами зверху, на підставках знизу, обкладений плитами з червоного граніту (довжина 1,5 м, ширина 0,3 м, висота 0,4 м). На обеліску міститься 4-рядковий напис контррельєфом великими літерами, пофарбованим під золото, російською мовою: «ЗДЕСЬ, В БРАТСКОЙ МОГИЛЕ, ПОХОРОНЕНЫ / СОВЕТСКИЕ ВОИНЫ, ПАВШИЕ В БОЯХ / ПРИ ОСВОБОЖДЕНИИ Г. КРИВОЙ РОГ / И УМЕРШИЕ ОТ РАН В ФЕВРАЛЕ-МАРТЕ 1944 ГОДА». Урочисте відкриття пам'ятки відбулося 14.10.2015 р. У центрі ділянки розташовано пам'ятник — скульптуру уклінного солдата з автоматом у правій руці, в шинелі, без головного убору, який лівою рукою притискає каску до стегна (висота 1,5 м), на постаменті з брили сірого граніту (висота 1,6 м, розміри нижньої частини 1,3 х 2,0 м), що міститься на стереобаті у вигляді прямокутного блоку, обкладеного плитами з червоного граніту (розміри 2,11 × 2,17 м, висота 0,3 м).